# 2021年哥伦比亚抗议活动
2021年4月28日，哥伦比亚开始了一系列持续的抗议活动，反对总统伊万·杜克·马尔克斯政府提出的增税和医疗改革。提出税收倡议是为了扩大对Ingreso Solidario的资助，该计划是2020年4月为在2019冠状病毒病哥伦比亚疫情期间提供救济而设立的全民基本收入社会项目，而010号立法法案则提议将哥伦比亚医疗卫生私有化。
尽管法院原本预计抗议活动将很普遍，但出于担心COVID-19疫情进一步传染的考虑而取消了所有现有许可证，但无论如何，抗议活动于2021年4月28日开始真正进行。在波哥大和卡利等大城市，成千上万的抗议者走上街头，在某些情况下与当局发生冲突，导致至少六人死亡。 在接下来的几天中，抗议活动继续增长，在总统许诺重新制定其税收计划的过程中，抗议活动在5月1日国际劳动节达到了顶峰。5月2日，杜克（Duque）总统宣布他将完全撤回新的税收计划，尽管没有宣布任何新的具体计划，抗议活动仍在继续。
哥伦比亚和厄瓜多尔政府援引其情报机构的报告称，这些抗议活动是委内瑞拉总统尼古拉斯·马杜罗组织的，是外国干预以在哥伦比亚建立一个盟国政府。 大多数分析家都认为，哥伦比亚政府夸大了抗议活动的外部影响  。
联合国人权事务高级专员办事处和人权观察注意到警察对示威者的虐待，而前总统阿尔瓦罗·乌里韦呼吁人民在抗议期间支持警察和士兵的行动。